# Maria Àngels Anglada i d'Abadal
Maria Àngels Anglada i d'Abadal (Vic, 9 de març de 1930 – Figueres, 23 d'abril de 1999) fou una poeta, novel·lista, crítica i assagista literària catalana. És autora de Kyparíssia (1980), Columnes d'hores (1990), El violí d'Auschwitz (1994) i Poesia completa (2009), entre d'altres. Va ser membre de la Secció Filològica de l'Institut d'Estudis Catalans i va rebre diversos premis, com el Josep Pla i la Creu de Sant Jordi de la Generalitat de Catalunya.
Llicenciada en Filologia Clàssica per la Universitat de Barcelona, va conrear la crítica literària, amb atenció especial als poetes catalans i italians, la poesia, la narrativa i els estudis clàssics (en especial els mites grecs, sobretot Zeus i Apol·lo). En paraules de Jaume Cabré, "Maria Àngels Anglada va centrar la seva vida en tres mons: Vic, l'Empordà i la seva estimada Grècia. És una poeta universal que fa novel·les".

## Vida i obra

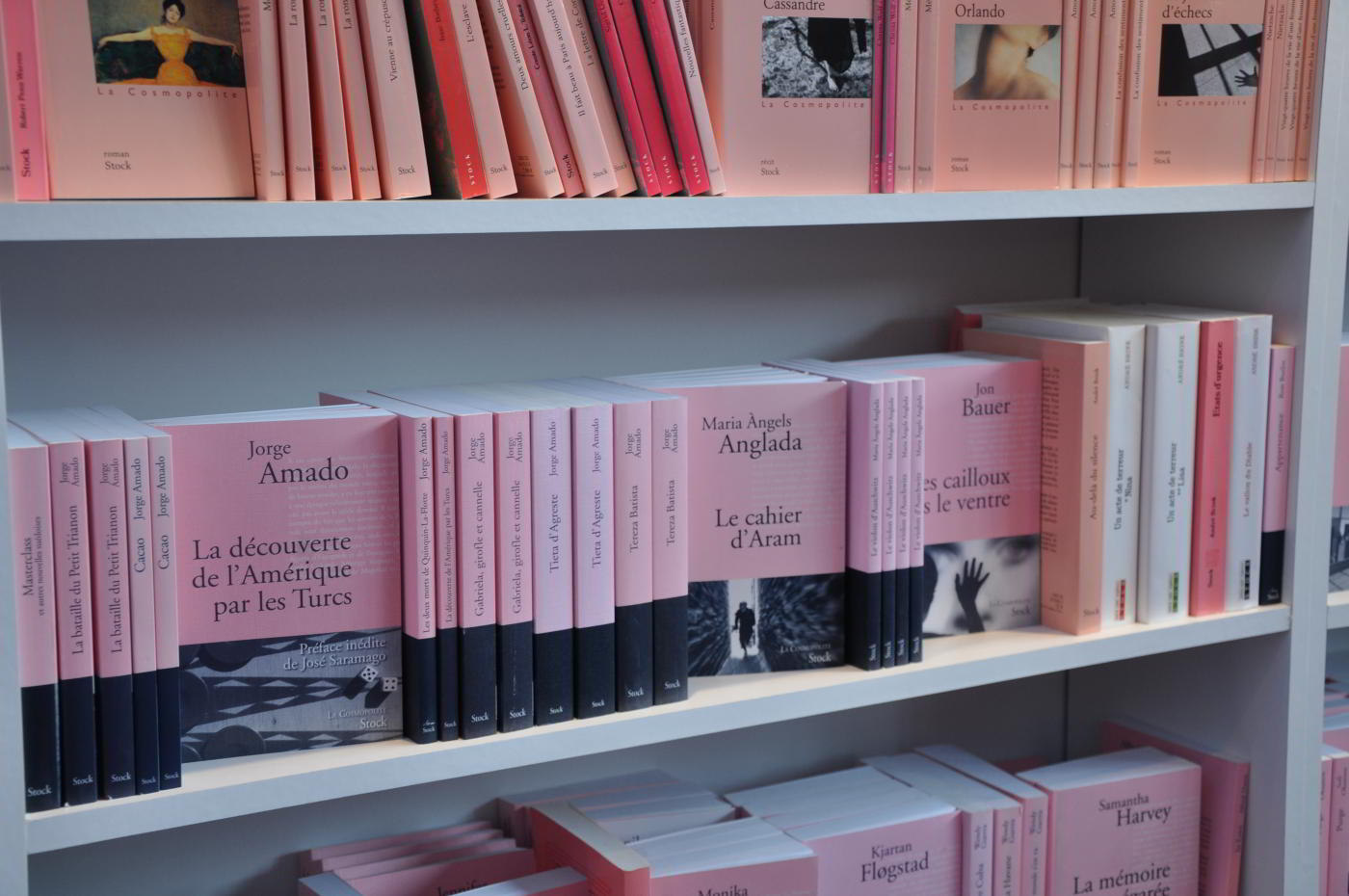
Edició en francès del Quadern d'Aram al Saló del Llibre de París

Va col·laborar assíduament a les revistes literàries El Pont, Reduccions. Revista de poesia i Canigó, i al setmanari comarcal 9 País, de Figueres, on va exercir molts anys la docència (com a professora de l'IES Ramon Muntaner i a les Escolàpies), tant en la seva especialitat com en la de literatura catalana. També va ensenyar català a l'Institut Ramon Muntaner Durant, clandestinament durant un any i després oficialment. Als anys 60 va participar en diverses ocasions a la Festa de la Poesia, organitzada per la Societat Coral Erato i animada pel seu bon amic el poeta empordanès Carles Fages de Climent.
De la seva obra crítica cal destacar Aproximació a la poesia de Salvador Espriu, dins Salvador Espriu en els seus millors escrits (1974) i Viatge a Ítaca amb Josep Carner (1982). Conjuntament amb el seu marit Jordi Geli va editar les Memòries d'un pagès del segle xviii (1978), escrites per Sebastià Casanovas i Canut. Com a poeta va publicar Díptic (1972), juntament amb Núria Albó, i Kiparíssia (1980). En la seva vessant de narradora va guanyar el Premi Josep Pla amb Les closes (1978) i va publicar l'aplec de relats No em dic Laura (1981) i la novel·la Viola d'Amore (1983). Amb la novel·la Sandàlies d'escuma obtingué el 1985 el Premi Lletra d'Or i el Premi de la Crítica de narrativa catalana.
La seva trajectòria com a narradora continuà amb el recull de narracions Artemísia (1989), les novel·les L'agent del rei (1991) i El violí d'Auschwitz (1994), reconeguda amb el Premi Novel·la de l'Any 1995, i el nou recull La daurada Parmèlia i altres contes (1991). Va reunir tota la seva poesia, produïda des de 1965, a Columna d'hores (1990). Encara posteriorment produí la novel·la Quadern d'Aram (1997) i el recull Nit de 1911 (1999), que li valgué el premi Octavi Pellissa.
Pel seu interès pel món clàssic va publicar també les obres divulgatives Relats de mitologia: els déus (1996), Relats de mitologia: els herois (1996) i Retalls de la vida a Grècia i Roma (1997). Igualment, va impartir nombrosos cursets de divulgació de la mitologia grega per a professors i públic en general.
Part de la seva obra literària va ser musicada per Josep Tero en l'espectacle Et deixaré la veu (2002), recollit en el disc del mateix nom.
L'any 2009 la companyia GespaTeatre, de Palamós, va produir i estrenar l'espectacle "Els llavis closos", que, amb dramatúrgia de Joan Gasull i Batlle, posava en escena fragments de tres novel·les de l'autora: Les closes, El violí d'Auschwitz i Quadern d'Aram, així com una selecció de la seva poesia.
Membre numerari de la Secció Filològica de l'Institut d'Estudis Catalans des de 1991, el 1994 la Generalitat de Catalunya li va concedir la Creu de Sant Jordi, i el 1996 va ser nomenada filla adoptiva de Figueres. El 2004 la Universitat de Girona creà la Càtedra M. Àngels Anglada, amb l'objectiu de promoure la seva obra i la dels escriptors gironins.
En el desè aniversari de la seva mort, el 2010, Edicions Vitel·la va reunir i publicar la seva obra poètica completa, prologada pel seu amic personal Sam Abrams.

## Llista d'obres

### Narrativa
- Les closes (Premi Josep Pla, 1978)
- No em dic Laura (1981)
- Viola d'Amore (1983)
- Sandàlies d'escuma (Premi Lletra d'Or i Premi de la Crítica de narrativa catalana, 1985)
- Artemísia (1989)
- La daurada Parmèlia i altres contes (1991)
- L'agent del rei (1991)
- El violí d'Auschwitz (1994, Premi Novel·la de l'Any 1995) (traduït a molts idiomes: portuguès, gallec, espanyol, italià, polonès, serbi, croata, grec modern, anglès, alemany, holandès, suec, danè, finès)[9]
- Quadern d'Aram (1997) (traduït a l'armeni, el francès i l'holandès)[10]
- Nit de 1911 (Premi Octavi Pellissa, 1999)

### Poesia

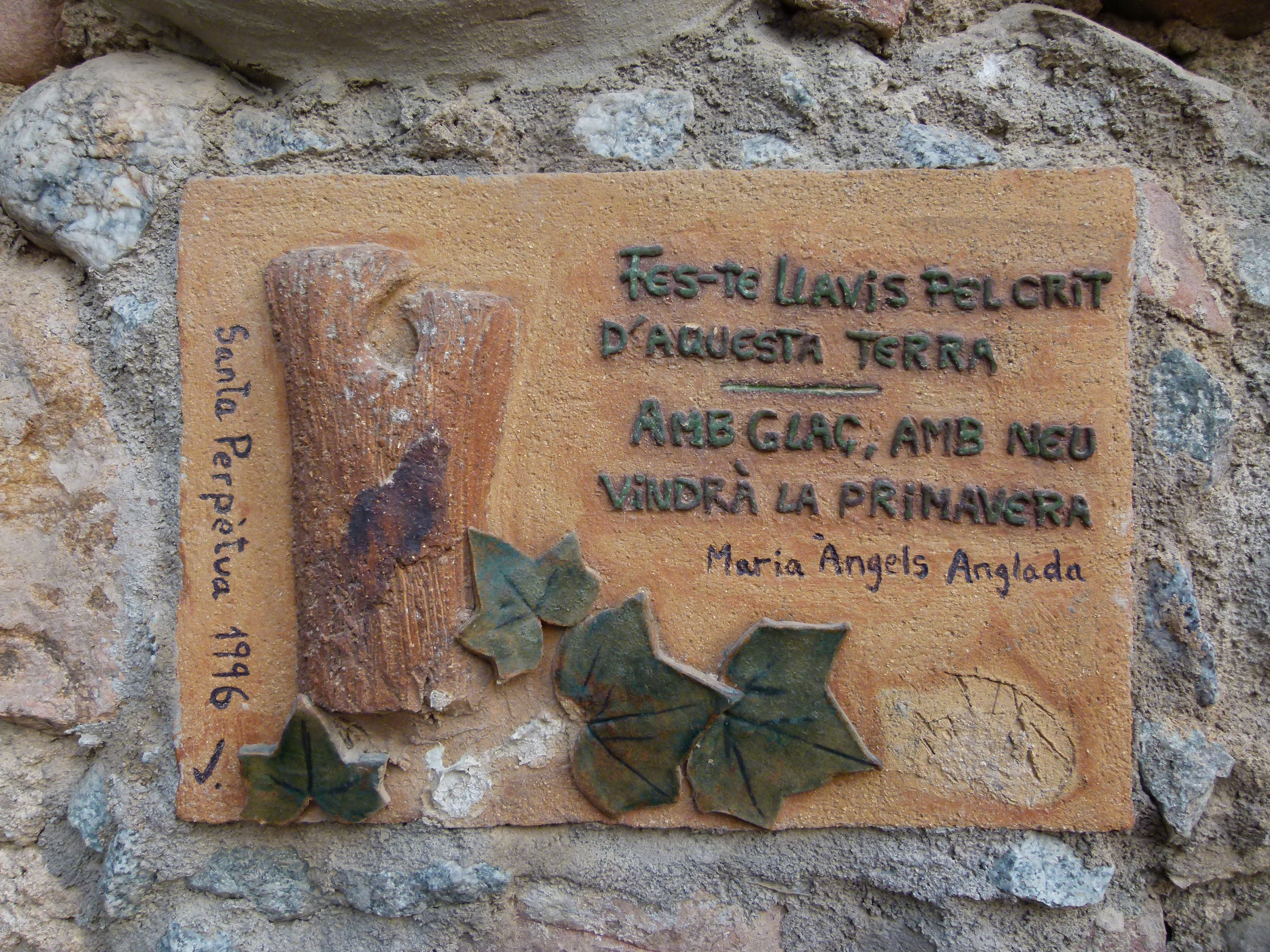
Versos de Maria Àngels Anglada a Santiga

- Díptic, en col·laboració amb Núria Albó (1972)
- Kiparíssia (1980)
- Columna d'hores (1990)
- Arietta (1996)
- El bosc (1978)

### Assaig
- Aproximació a la poesia de Salvador Espriu, dins Salvador Espriu en els seus millors escrits (1974)
- Viatge a Ítaca amb Josep Carner (1982)
- Paisatge amb poetes (1988)

### Altres obres
- Sebastià Casanovas i Canut, Memòries d'un pagès del segle XVIII, ed. M. À. Anglada i Jordi Geli (1978)
- Relats de mitologia: els déus (1996)
- Relats de mitologia: els herois (1996)
- Retalls de la vida a Grècia i Roma (1997)

## Premis

### Premis literaris
- 1978 - Premi Josep Pla de narrativa
- 1985 - Premi de la Crítica de narrativa catalana
- 1986 - Premi Lletra d'Or
- 1995 - Premi Novel·la de l'Any
- 1999 - Premi Octavi Pellissa

### Altres reconeixements
- 1991 - Membre de l'Institut d'Estudis Catalans
- 1994 - Creu de Sant Jordi
- 1996 - Filla adoptiva de Figueres

## Llegat i memòria
Maria Àngels Anglada ha estat votada en un procés participatiu realitzat al març del 2010 a Palafrugell com una de les dones que mereixen un carrer.
Diverses poblacions del país li han dedicat un carrer, una plaça, una avinguda: Figueres, Girona, Salt, Cambrils, Sant Vicenç de Castellet, Vilablareix, Granollers, Vilafant, La Garriga, l'Armentera, Malgrat de Mar... La ciutat de Barcelona hi ha dedicat uns Jardins. A Vic, on havia nascut, hi ha un parc que du el seu nom. I a Figueres, on va morir, hi ha l'escola Maria Àngels Anglada.
La Universitat de Girona va crear el 28 d'octubre de 2004 la Càtedra de Patrimoni Literari Maria Àngels Anglada - Carles Fages de Climent, amb l'objectiu de perpetuar la memòria i estudiar l'obra dels escriptors que li donen nom, a través de jornades de treball, seminaris, cursos, itineraris, estudis i publicacions, destinats a contribuir a la divulgació d'una obra literària feta a l'ombra dels clàssics.